# Куїнто-Верчеллезе
Куїнто-Верчеллезе (італ. Quinto Vercellese, п'єм. Quint) — муніципалітет в Італії, у регіоні П'ємонт, провінція Верчеллі.
Куїнто-Верчеллезе розташоване на відстані близько 510 км на північний захід від Рима, 65 км на північний схід від Турина, 9 км на північний захід від Верчеллі.
Населення — 400 осіб (2014).
Щорічний фестиваль відбувається 28 липня. Покровитель — Santi Nazario e Celso.

## Демографія
Населення за роками:

Станом на 1 січня 2023 року в муніципалітеті офіційно проживало 14 іноземців з 6 країн, серед них 11 громадян країн Євросоюзу та 1 громадянин України.

## Сусідні муніципалітети
- Карезанаблот
- Коллоб'яно
- Ольчененго
- Ольденіко